# Железнодорожный транспорт в Лихтенштейне

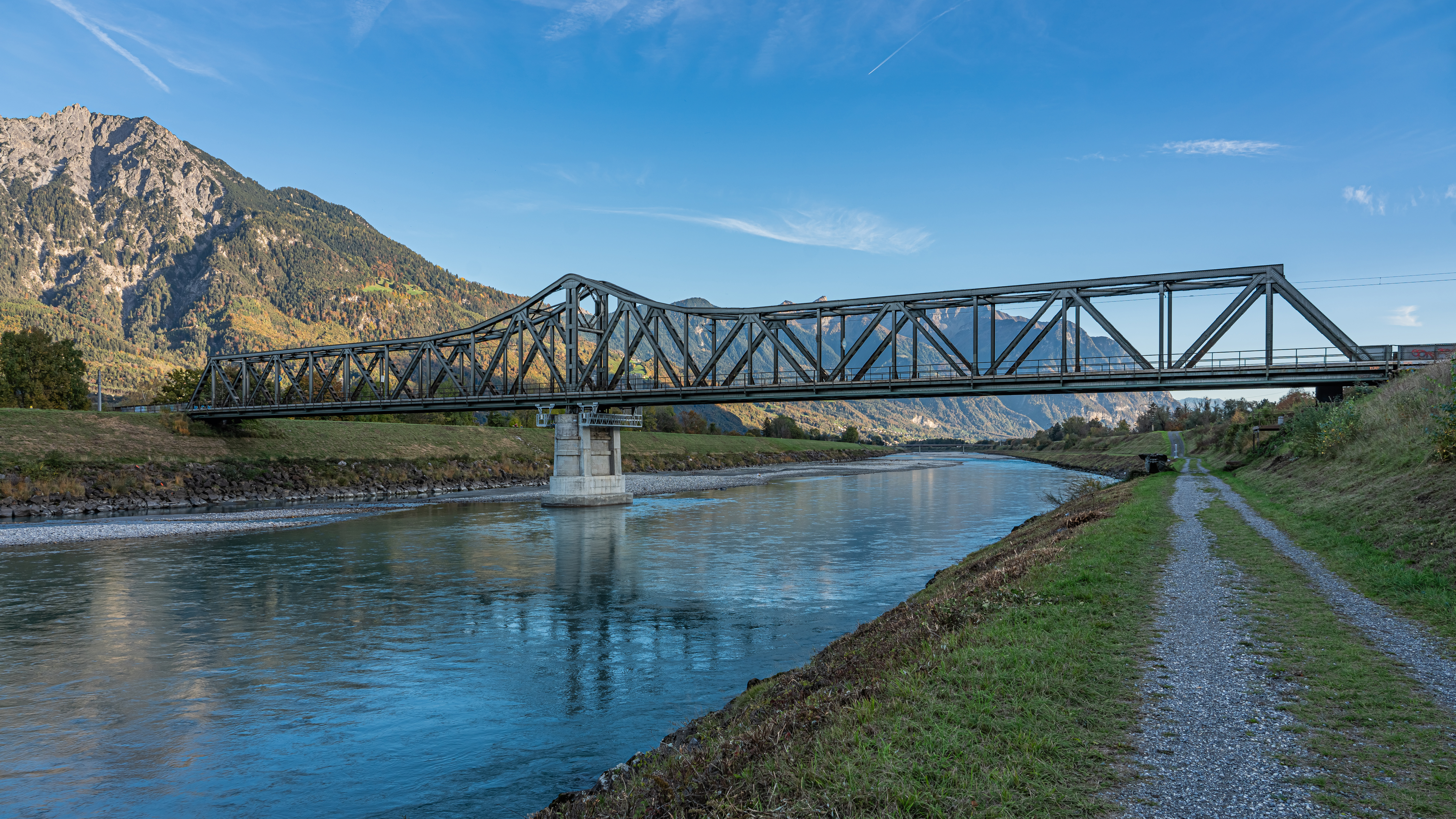
Мост на перегоне Шан-Вадуц — Райндамм

Железные дороги Лихтенштейна находятся в подчинении Австрийских федеральных железных дорог. Эта договоренность является исключением из более привычных договоров с Швейцарией, таких как использование Швейцарского франка в качестве своей валюты и единого таможенного пространства.
Железнодорожная система Лихтенштейна состоит всего лишь из одной линии, соединяющей Австрию и Швейцарию через Лихтенштейн. Протяженность линии — 9,5 км. Данная линия электрифицирована, напряжение — 15 кВ.
Лихтенштейн имеет четыре железнодорожные станции:
- Шан-Вадуц
- Форст Hilti
- Мальбун
- Шанвальд

Данные станции используются слабо, в основном в пользу автомобильного транспорта.